# Élections municipales de 2003 en Montérégie
Les élections municipales québécoises de 2003 se déroulent le 2 novembre 2003. Elles permettent d'élire les maires et les conseillers de chacune des municipalités locales du Québec, ainsi que les préfets de quelques municipalités régionales de comté.

## Montérégie

### Bedford (ville)
| Poste/District                                              | Élu                       | Type d'élection |
| ----------------------------------------------------------- | ------------------------- | --------------- |
| Maire                                                       | Claude Dubois             | Scrutin         |
| 1                                                           | Arlene Murray             | Sans opposition |
| 2                                                           | Luc Gnocchini             | Sans opposition |
| 3                                                           | Madeleine Campbell-Fortin | Sans opposition |
| 4                                                           | Tommy Gladu               | Scrutin         |
| 5                                                           | Lucien Ménard             | Sans opposition |
| 6                                                           | Mona Beaulac              | Sans opposition |
| Électeurs : 2 051 Votants : 930 Taux de participation: 45 % |                           |                 |

### Belœil
| Poste/District                                                 | Élu                     | Type d'élection |
| -------------------------------------------------------------- | ----------------------- | --------------- |
| Maire                                                          | Marcel Bédard           | Scrutin         |
| 1                                                              | Diane Légaré            | Scrutin         |
| 2                                                              | Réal Jeannotte          | Scrutin         |
| 3                                                              | Gilles Gaucher          | Scrutin         |
| 4                                                              | Denis Corriveau         | Scrutin         |
| 5                                                              | André Charbonneau       | Scrutin         |
| 6                                                              | Jules-André Préfontaine | Scrutin         |
| 7                                                              | Diane Lavoie            | Scrutin         |
| 8                                                              | Jean-Yves Labadie       | Scrutin         |
| Électeurs : 14 390 Votants : 6 227 Taux de participation: 43 % |                         |                 |

### Béthanie
| Poste/District                                           | Élu               | Type d'élection |
| -------------------------------------------------------- | ----------------- | --------------- |
| 4                                                        | Marc Dépôt        | Scrutin         |
| 5                                                        | Robert Blanchard  | Sans opposition |
| 6                                                        | Vincent Desmarais | Sans opposition |
| Électeurs : 275 Votants : 81 Taux de participation: 29 % |                   |                 |

### Bolton-Ouest
| Poste/District                                            | Élu             | Type d'élection |
| --------------------------------------------------------- | --------------- | --------------- |
| 1                                                         | Lisa Merovitz   | Scrutin         |
| 3                                                         | G.-Loren Allen  | Sans opposition |
| 6                                                         | Quentin Hadlock | Scrutin         |
| Électeurs : 599 Votants : 199 Taux de participation: 33 % |                 |                 |

### Brigham
| Poste/District                                           | Élu                 | Type d'élection |
| -------------------------------------------------------- | ------------------- | --------------- |
| Maire                                                    | Steven Neil         | Sans opposition |
| 1                                                        | Daniel Meunier      | Sans opposition |
| 2                                                        | Micheline Cournoyer | Sans opposition |
| 3                                                        | Yvan Forand         | Sans opposition |
| 4                                                        | Réjean Racine       | Sans opposition |
| 5                                                        | Marc Labrecque      | Sans opposition |
| 6                                                        | Normand Delisle     | Sans opposition |
| Électeurs : n/d Votants : n/d Taux de participation: n/d |                     |                 |

### Brome
| Poste/District                                           | Élu            | Type d'élection |
| -------------------------------------------------------- | -------------- | --------------- |
| 1                                                        | Brian Patch    | Sans opposition |
| 3                                                        | Michael Allnut | Scrutin         |
| 6                                                        | Larry Royea    | Scrutin         |
| Électeurs : 277 Votants : 83 Taux de participation: 37 % |                |                 |

### Calixa-Lavallée
| Poste/District                                           | Élu                 | Type d'élection |
| -------------------------------------------------------- | ------------------- | --------------- |
| Maire                                                    | Jean-Robert Grenier | Sans opposition |
| 1                                                        | Bruno Napert        | Sans opposition |
| 2                                                        | Ginette Rinfret     | Sans opposition |
| 3                                                        | Patrice Guillermin  | Sans opposition |
| 4                                                        | Eric Gaudry         | Sans opposition |
| 5                                                        |                     | Vacant          |
| 6                                                        | René Jacques        | Sans opposition |
| Électeurs : n/d Votants : n/d Taux de participation: n/d |                     |                 |

### Carignan
| Poste/District                                                | Élu                 | Type d'élection |
| ------------------------------------------------------------- | ------------------- | --------------- |
| Maire                                                         | Jocelyne Lecavalier | Scrutin         |
| 1                                                             | Hélène Daignault    | Scrutin         |
| 2                                                             | Robert Brunet       | Scrutin         |
| 3                                                             | Serge Guérard       | Scrutin         |
| 4                                                             | Marguerite Roussel  | Scrutin         |
| 5                                                             | Patrick Marquès     | Scrutin         |
| 6                                                             | Claude Perron       | Scrutin         |
| Électeurs : 4 822 Votants : 2 225 Taux de participation: 46 % |                     |                 |

### Chambly
| Poste/District                                                | Élu                | Type d'élection |
| ------------------------------------------------------------- | ------------------ | --------------- |
| Maire                                                         | Pierre Bourbonnais | Sans opposition |
| 1                                                             | Jean Beauregard    | Sans opposition |
| 2                                                             | Cécile Ouellet     | Sans opposition |
| 3                                                             | Normand Houle      | Sans opposition |
| 4                                                             | Richard Tétreault  | Scrutin         |
| 5                                                             | Ken Moquin         | Sans opposition |
| 6                                                             | Robby Royer        | Sans opposition |
| 7                                                             | Denise Grégoire    | Sans opposition |
| 8                                                             | Jean-Paul Grégoire | Scrutin         |
| Électeurs : 3 885 Votants : 1 073 Taux de participation: 28 % |                    |                 |

### Châteauguay
| Poste/District                                                  | Élu             | Type d'élection |
| --------------------------------------------------------------- | --------------- | --------------- |
| Maire                                                           | Sergio Pavone   | Scrutin         |
| 1 - De la Noue                                                  | Anthony Boffice | Scrutin         |
| 2 - Du Filgate                                                  | Steve Brisebois | Scrutin         |
| 3 - De Robutel                                                  | Daniel Kabasele | Scrutin         |
| 4 - De Bumbray                                                  | Serge Dion      | Scrutin         |
| 5 - De Salaberry                                                | Marc Lavigne    | Scrutin         |
| 6 - De Lang                                                     | Mike Gendron    | Scrutin         |
| 7 - De Le Moyne                                                 | Alain Durand    | Scrutin         |
| 8 - D'Youville                                                  | Claire Labelle  | Scrutin         |
| Électeurs : 31 856 Votants : 16 304 Taux de participation: 51 % |                 |                 |

### Elgin
| Poste/District                                            | Élu         | Type d'élection |
| --------------------------------------------------------- | ----------- | --------------- |
| 2                                                         | James Graw  | Scrutin         |
| 3                                                         | James Quinn | Scrutin         |
| 6                                                         | Ben Lecluse | Scrutin         |
| Électeurs : 397 Votants : 291 Taux de participation: 73 % |             |                 |

### Farnham
| Poste/District                                                | Élu                   | Type d'élection |
| ------------------------------------------------------------- | --------------------- | --------------- |
| Maire                                                         | Josef Husler          | Scrutin         |
| 1                                                             | Sylvie Tessier        | Scrutin         |
| 2                                                             | André Claveau         | Scrutin         |
| 3                                                             | Pauline Mercier-Lague | Scrutin         |
| 4                                                             | Robert Fontaine       | Scrutin         |
| 5                                                             | Jean Valiquette       | Scrutin         |
| 6                                                             | Roger Noiseux         | Scrutin         |
| Électeurs : 5 964 Votants : 2 817 Taux de participation: 47 % |                       |                 |

### Frelighsburg
| Poste/District                                           | Élu               | Type d'élection |
| -------------------------------------------------------- | ----------------- | --------------- |
| 1                                                        | Suzanne Lessard   | Sans opposition |
| 2                                                        | Brigitte Riendeau | Sans opposition |
| 6                                                        | Albert Clay       | Sans opposition |
| Électeurs : n/d Votants : n/d Taux de participation: n/d |                   |                 |

### Godmanchester
| Poste/District                                           | Élu                | Type d'élection |
| -------------------------------------------------------- | ------------------ | --------------- |
| Maire                                                    | Pierre Poirier     | Sans opposition |
| 1                                                        | Daniel Soucy       | Sans opposition |
| 2                                                        | Stanley Reid       | Sans opposition |
| 3                                                        | Alexender Taratuta | Sans opposition |
| 4                                                        | George Tannahill   | Sans opposition |
| 5                                                        | Gérald Duhème      | Sans opposition |
| 6                                                        | Winston Goundrey   | Sans opposition |
| Électeurs : n/a Votants : n/a Taux de participation: n/a |                    |                 |

### Havelock
| Poste/District                                            | Élu         | Type d'élection |
| --------------------------------------------------------- | ----------- | --------------- |
| 3                                                         | John Lowden | Scrutin         |
| 5                                                         | Robert Pass | Sans opposition |
| 6                                                         | Dale Sutton | Sans opposition |
| Électeurs : 657 Votants : 231 Taux de participation: 35 % |             |                 |

### Hemmingford (municipalité de canton)
| Poste/District                                              | Élu                  | Type d'élection |
| ----------------------------------------------------------- | -------------------- | --------------- |
| 3                                                           | Bernard Farrell      | Scrutin         |
| 4                                                           | Paul Viau            | Sans opposition |
| 6                                                           | Jean-Pierre Bergeron | Sans opposition |
| Électeurs : 1 337 Votants : 224 Taux de participation: 17 % |                      |                 |

### Hemmingford (municipalité de village)
| Poste/District                                           | Élu                 | Type d'élection |
| -------------------------------------------------------- | ------------------- | --------------- |
| 2                                                        | Mario Dame          | Sans opposition |
| 4                                                        | R.-Alex Ross        | Sans opposition |
| 5                                                        | Susie Bienz-Lacasse | Sans opposition |
| Électeurs : n/a Votants : n/a Taux de participation: n/a |                     |                 |

### Hinchinbrooke
| Poste/District                                              | Élu               | Type d'élection |
| ----------------------------------------------------------- | ----------------- | --------------- |
| Maire                                                       | Normand Crête     | Scrutin         |
| 1                                                           | Morgan Arthur     | Sans opposition |
| 2                                                           | Lawrence Bergevin | Sans opposition |
| 3                                                           | André Roussin     | Sans opposition |
| 4                                                           | Mark Bakos        | Sans opposition |
| 5                                                           | Mark Wallace      | Sans opposition |
| 6                                                           | Carolyn Cameron   | Sans opposition |
| Électeurs : 1 754 Votants : 480 Taux de participation: 27 % |                   |                 |

### Huntingdon
| Poste/District                                                | Élu              | Type d'élection |
| ------------------------------------------------------------- | ---------------- | --------------- |
| Maire                                                         | Stéphane Gendron | Scrutin         |
| 1                                                             | Serge Poirier    | Scrutin         |
| 2                                                             | Bruno Latreille  | Scrutin         |
| 3                                                             | Gordon Duke      | Sans opposition |
| 4                                                             | Paul DeMartin    | Scrutin         |
| 5                                                             | Howard Welburn   | Scrutin         |
| 6                                                             | Normand Nadeau   | Scrutin         |
| Électeurs : 2 075 Votants : 1 339 Taux de participation: 65 % |                  |                 |

### La Prairie
| Poste/District                                                 | Élu              | Type d'élection |
| -------------------------------------------------------------- | ---------------- | --------------- |
| Maire                                                          | Guy Dupré        | Scrutin         |
| 1                                                              | Lucie Roussel    | Scrutin         |
| 2                                                              | Claude Taillefer | Scrutin         |
| 3                                                              | Laurent Blais    | Scrutin         |
| 4                                                              | Robert Benoit    | Scrutin         |
| 5                                                              | Yvon Brière      | Scrutin         |
| 6                                                              | André Bégin      | Scrutin         |
| 7                                                              | Yves Sénécal     | Scrutin         |
| 8                                                              | Mihai Popescu    | Scrutin         |
| Électeurs : 14 955 Votants : 4 840 Taux de participation: 32 % |                  |                 |

### La Présentation
| Poste/District                                           | Élu                     | Type d'élection |
| -------------------------------------------------------- | ----------------------- | --------------- |
| 1                                                        | Georges-Étienne Bernard | Sans opposition |
| 3                                                        | Sylvain Michon          | Sans opposition |
| 4                                                        | Daniel Bergeron         | Sans opposition |
| Électeurs : n/a Votants : n/a Taux de participation: n/a |                         |                 |

### Lac-Brome
| Poste/District                                                | Élu               | Type d'élection |
| ------------------------------------------------------------- | ----------------- | --------------- |
| Maire                                                         | Richard Wisdom    | Scrutin         |
| 1                                                             | Donald Gagné      | Scrutin         |
| 2                                                             | George Bristol    | Sans opposition |
| 3                                                             | Cynthia Wilkinson | Scrutin         |
| 4                                                             | Paula Richardson  | Scrutin         |
| 5                                                             | Thomas McGovern   | Scrutin         |
| 6                                                             | Lawrence Fairholm | Scrutin         |
| Électeurs : 4 754 Votants : 2 231 Taux de participation: 47 % |                   |                 |

### Mont-Saint-Grégoire
| Poste/District                                           | Élu               | Type d'élection |
| -------------------------------------------------------- | ----------------- | --------------- |
| Maire                                                    | Alain Déom        | Sans opposition |
| 1                                                        | Jean-Paul Plourde | Sans opposition |
| 2                                                        | Jacques Morazin   | Sans opposition |
| 3                                                        | Yvan Robert       | Sans opposition |
| 4                                                        | André Berleur     | Sans opposition |
| 5                                                        | Serge Robert      | Sans opposition |
| 6                                                        | Denis Charbonneau | Sans opposition |
| Électeurs : n/a Votants : n/a Taux de participation: n/a |                   |                 |

### Mont-Saint-Hilaire
| Poste/District                                                 | Élu              | Type d'élection |
| -------------------------------------------------------------- | ---------------- | --------------- |
| Maire                                                          | Michel Gilbert   | Scrutin         |
| 1                                                              | Yves Corriveau   | Scrutin         |
| 2                                                              | Angèle Maltais   | Scrutin         |
| 3                                                              | André Ricard     | Scrutin         |
| 4                                                              | Ginette Poirier  | Scrutin         |
| 5                                                              | Lise Gauvin      | Scrutin         |
| 6                                                              | Fernand Brillant | Scrutin         |
| Électeurs : 11 650 Votants : 6 451 Taux de participation: 55 % |                  |                 |

### Notre-Dame-de-Stanbridge
| Poste/District                                            | Élu            | Type d'élection |
| --------------------------------------------------------- | -------------- | --------------- |
| 2                                                         | Réal Granger   | Sans opposition |
| 4                                                         | Roger Santerre | Scrutin         |
| 6                                                         | Marc Bonneau   | Sans opposition |
| Électeurs : 588 Votants : 281 Taux de participation: 48 % |                |                 |

### Ormstown
| Poste/District                                              | Élu               | Type d'élection |
| ----------------------------------------------------------- | ----------------- | --------------- |
| Maire                                                       | John McCaig       | Sans opposition |
| 1                                                           | Robert Robidoux   | Scrutin         |
| 2                                                           | Jean-Claude Varin | Scrutin         |
| 3                                                           | Steven Lalonde    | Sans opposition |
| 4                                                           | Maurice Filion    | Sans opposition |
| 5                                                           | Luc Lavigueur     | Sans opposition |
| 6                                                           | Françoise Crete   | Sans opposition |
| Électeurs : 2 780 Votants : 810 Taux de participation: 29 % |                   |                 |

### Pointe-des-Cascades
| Poste/District                                           | Élu                | Type d'élection |
| -------------------------------------------------------- | ------------------ | --------------- |
| 1                                                        | Suzanne Lalonde    | Sans oppositino |
| 2                                                        | Jean-Pierre Dupont | Sans opposition |
| 6                                                        | Maryse Sauvé       | Sans opposition |
| Électeurs : n/a Votants : n/a Taux de participation: n/a |                    |                 |

### Richelieu
| Poste/District                                           | Élu             | Type d'élection |
| -------------------------------------------------------- | --------------- | --------------- |
| Maire                                                    | Raymond Guertin | Sans opposition |
| 1                                                        | Gilles Jalbert  | Sans opposition |
| 2                                                        | Alain Dion      | Sans opposition |
| 3                                                        | Marie Bessette  | Sans opposition |
| 4                                                        | Michel Lavigne  | Sans opposition |
| 5                                                        | Yves Bessette   | Sans opposition |
| 6                                                        | Réjean Bessette | Sans opposition |
| Électeurs : n/a Votants : n/a Taux de participation: n/a |                 |                 |

### Rigaud
| Poste/District                                           | Élu              | Type d'élection |
| -------------------------------------------------------- | ---------------- | --------------- |
| Maire                                                    | Réal Brazeau     | Sans opposition |
| 1                                                        | Mario Gauthier   | Sans opposition |
| 2                                                        | Martine Paquette | Sans opposition |
| 3                                                        | Aline Chevrier   | Sans opposition |
| 4                                                        | Robert Pelletier | Sans opposition |
| 5                                                        | Yvon Faubert     | Sans opposition |
| 6                                                        | Roger Beauséjour | Sans opposition |
| Électeurs : n/a Votants : n/a Taux de participation: n/a |                  |                 |

### Rougemont
| Poste/District                                            | Élu              | Type d'élection |
| --------------------------------------------------------- | ---------------- | --------------- |
| Maire                                                     | Suzie Dubois     | Sans opposition |
| 1                                                         | Steve Boisvert   | Sans opposition |
| 2                                                         | Jany Ménard      | Sans opposition |
| 3                                                         | Lise Labrie      | Scrutin         |
| 4                                                         | Vincent Fortin   | Sans opposition |
| 5                                                         | François Bernard | Sans opposition |
| 6                                                         | Bruno Despots    | Scrutin         |
| Électeurs : 601 Votants : 156 Taux de participation: 26 % |                  |                 |

### Roxton
| Poste/District                                           | Élu             | Type d'élection |
| -------------------------------------------------------- | --------------- | --------------- |
| Maire                                                    | Roland Seyer    | Sans opposition |
| 1                                                        | Laurent Morel   | Sans opposition |
| 2                                                        | Marc Guilmain   | Sans opposition |
| 3                                                        | Pierre Lesage   | Sans opposition |
| 4                                                        | François Légaré | Sans opposition |
| 5                                                        | Bernard Bédard  | Sans opposition |
| 6                                                        | Jean Lavallée   | Sans opposition |
| Électeurs : n/a Votants : n/a Taux de participation: n/a |                 |                 |

### Roxton Falls
| Poste/District                                           | Élu                 | Type d'élection |
| -------------------------------------------------------- | ------------------- | --------------- |
| Maire                                                    | Roger Grondin       | Sans opposition |
| 1                                                        | Daniel Roy          | Sans opposition |
| 2                                                        | Marcel Bonneau      | Sans opposition |
| 3                                                        | Jean-Marie Laplante | Sans opposition |
| 4                                                        | Laurent Denis       | Sans opposition |
| 5                                                        | Gemma L'Écuyer      | Sans opposition |
| 6                                                        | Michel Massé        | Sans opposition |
| Électeurs : n/a Votants : n/a Taux de participation: n/a |                     |                 |

### Saint-Armand
| Poste/District                                              | Élu                    | Type d'élection |
| ----------------------------------------------------------- | ---------------------- | --------------- |
| Maire                                                       | Réal Pelletier         | Scrutin         |
| 1                                                           | Daniel Boulet          | Sans opposition |
| 2                                                           | Pierre Fontaine        | Scrutin         |
| 3                                                           | Marielle Cartier-Viens | Sans opposition |
| 4                                                           | Rodrigue Benoit        | Sans opposition |
| 5                                                           | Louis Hauteclocque     | Sans opposition |
| 6                                                           | Alain Lacasse          | Sans opposition |
| Électeurs : 1 038 Votants : 567 Taux de participation: 55 % |                        |                 |

### Saint-Barnabé-Sud
| Poste/District                                           | Élu               | Type d'élection |
| -------------------------------------------------------- | ----------------- | --------------- |
| 1                                                        | Marcel Therrien   | Sans opposition |
| 4                                                        | Dominique Lussier | Sans opposition |
| 5                                                        | Pierre Savaria    | Sans opposition |
| Électeurs : n/a Votants : n/a Taux de participation: n/a |                   |                 |

### Saint-Bernard-de-Lacolle
| Poste/District                                           | Élu               | Type d'élection |
| -------------------------------------------------------- | ----------------- | --------------- |
| 2                                                        | Normand Deneault  | Sans opposition |
| 4                                                        | Jean-Marie Leavey | Sans opposition |
| 5                                                        | Michel Lejour     | Sans opposition |
| Électeurs : n/a Votants : n/a Taux de participation: n/a |                   |                 |

### Saint-Bernard-de-Michaudville
| Poste/District                                           | Élu              | Type d'élection |
| -------------------------------------------------------- | ---------------- | --------------- |
| Maire                                                    | Francine Morin   | Sans opposition |
| 1                                                        | Mario Jussaume   | Sans opposition |
| 2                                                        | Jocelyn Prévost  | Sans opposition |
| 3                                                        | Claude Leblanc   | Sans opposition |
| 4                                                        | Léonard Gaudette | Sans opposition |
| 5                                                        | Réal Bourgeois   | Sans opposition |
| 6                                                        | Martin Richer    | Sans opposition |
| Électeurs : n/a Votants : n/a Taux de participation: n/a |                  |                 |

### Saint-Blaise-sur-Richelieu
| Poste/District                                                | Élu               | Type d'élection |
| ------------------------------------------------------------- | ----------------- | --------------- |
| Maire                                                         | Ginette Bieri     | Scrutin         |
| 1                                                             | Alain Gaucher     | Scrutin         |
| 2                                                             | Martin Ouellette  | Scrutin         |
| 3                                                             | Michelle Tremblay | Scrutin         |
| 4                                                             | Jacques Desmarais | Scrutin         |
| 5                                                             | Christine Madison | Scrutin         |
| 6                                                             | Ronald Girardin   | Scrutin         |
| Électeurs : 1 616 Votants : 1 031 Taux de participation: 64 % |                   |                 |

### Saint-Césaire
| Poste/District                                           | Élu                 | Type d'élection |
| -------------------------------------------------------- | ------------------- | --------------- |
| Maire                                                    | Yvon Boucher        | Sans opposition |
| 1                                                        | Claude Guillet      | Sans opposition |
| 2                                                        | Serge Gendron       | Sans opposition |
| 3                                                        | François Boulay     | Sans opposition |
| 4                                                        | Rhéal Desjardins    | Sans opposition |
| 5                                                        | Michel Denicourt    | Sans opposition |
| 6                                                        | Huguette Beauregard | Sans opposition |
| Électeurs : n/a Votants : n/a Taux de participation: n/a |                     |                 |

### Saint-Charles-sur-Richelieu
| Poste/District                                              | Élu                      | Type d'élection |
| ----------------------------------------------------------- | ------------------------ | --------------- |
| Maire                                                       | Benoit DeGagné           | Scrutin         |
| 1                                                           | Louise Véronneau         | Sans opposition |
| 2                                                           | Monique Lusignan-Bazinet | Scrutin         |
| 3                                                           | Gilles St-Onge           | Scrutin         |
| 4                                                           | Carole Desjardins        | Scrutin         |
| 5                                                           | Mario Paquet             | Scrutin         |
| 6                                                           | Sylvain Parent           | Scrutin         |
| Électeurs : 1 448 Votants : 725 Taux de participation: 50 % |                          |                 |

### Saint-Chrysostome
| Poste/District                                           | Élu                 | Type d'élection |
| -------------------------------------------------------- | ------------------- | --------------- |
| Maire                                                    | Gilles Bigras       | Sans opposition |
| 1                                                        | Alain Dupras        | Sans opposition |
| 2                                                        | Marc Roy            | Sans opposition |
| 3                                                        | Régis Deneault      | Sans opposition |
| 4                                                        | John Agnew          | Sans opposition |
| 5                                                        | Philippe Martin     | Sans opposition |
| 6                                                        | Jean-Claude Crubilé | Sans opposition |
| Électeurs : n/a Votants : n/a Taux de participation: n/a |                     |                 |

### Saint-Clet
| Poste/District                                           | Élu            | Type d'élection |
| -------------------------------------------------------- | -------------- | --------------- |
| 1                                                        | Bernard Roy    | Sans opposition |
| 4                                                        | Réjean Lavigne | Sans opposition |
| 6                                                        | Daniel Beaupré | Sans opposition |
| Électeurs : n/a Votants : n/a Taux de participation: n/a |                |                 |

### Saint-Dominique
| Poste/District                                              | Élu                 | Type d'élection |
| ----------------------------------------------------------- | ------------------- | --------------- |
| Maire                                                       | Robert Houle        | Scrutin         |
| 1                                                           | Stéphane Pincince   | Sans opposition |
| 2                                                           | Jean-François Morin | Sans opposition |
| 3                                                           | Jean-Paul Fontaine  | Sans opposition |
| 4                                                           | Vincent Perron      | Sans opposition |
| 5                                                           |                     | Vacant          |
| 6                                                           | Philippe Benoit     | Sans opposition |
| Électeurs : 1 679 Votants : 689 Taux de participation: 41 % |                     |                 |

### Saint-Étienne-de-Beauharnois
| Poste/District                                           | Élu                 | Type d'élection |
| -------------------------------------------------------- | ------------------- | --------------- |
| 1                                                        | Jean-Louis Bourcier | Sans opposition |
| 3                                                        | Jocelyn Montpetit   | Sans opposition |
| 5                                                        | Louis Pouliot       | Sans opposition |
| Électeurs : n/a Votants : n/a Taux de participation: n/a |                     |                 |

### Saint-Jacques-le-Mineur
| Poste/District                                              | Élu                  | Type d'élection |
| ----------------------------------------------------------- | -------------------- | --------------- |
| 1                                                           | Diane Lévesque-Varin | Sans opposition |
| 2                                                           | Mario Joubert        | Scrutin         |
| 4                                                           | Claudette Lapointe   | Sans opposition |
| Électeurs : 1 190 Votants : 215 Taux de participation: 18 % |                      |                 |

### Saint-Joachim-de-Shefford
| Poste/District                                           | Élu                | Type d'élection |
| -------------------------------------------------------- | ------------------ | --------------- |
| Maire                                                    | Gilles Groulx      | Sans opposition |
| 1                                                        | René Beauregard    | Sans opposition |
| 2                                                        | Pierre Daigle      | Sans opposition |
| 3                                                        | Colleen Cleary     | Sans opposition |
| 4                                                        | Christian Marois   | Sans opposition |
| 5                                                        | François Lamoureux | Sans opposition |
| 6                                                        | Johanne Desabrais  | Sans opposition |
| Électeurs : n/a Votants : n/a Taux de participation: n/a |                    |                 |

### Saint-Joseph-de-Sorel
| Poste/District                                           | Élu                        | Type d'élection |
| -------------------------------------------------------- | -------------------------- | --------------- |
| Maire                                                    | Olivar Gravel              | Sans opposition |
| 1                                                        | Georges-Étienne Pontbriand | Sans opposition |
| 2                                                        | Serge Baron                | Sans opposition |
| 3                                                        | Francine Parenteau         | Sans opposition |
| 4                                                        | Paul-Émile Tellier         | Sans opposition |
| 5                                                        | Jean-Guy Cournoyer         | Sans opposition |
| 6                                                        | Noela Desmarais            | Sans opposition |
| Électeurs : n/a Votants : n/a Taux de participation: n/a |                            |                 |

### Saint-Louis
| Poste/District                                           | Élu                | Type d'élection |
| -------------------------------------------------------- | ------------------ | --------------- |
| Maire                                                    | Gaétan Lavallée    | Sans opposition |
| 1                                                        | Robert Cloutier    | Sans opposition |
| 2                                                        | Hugo Robidoux      | Sans opposition |
| 3                                                        | Jean-Claude Drolet | Sans opposition |
| 4                                                        | Robert Normandin   | Sans opposition |
| 5                                                        | Jean-Pierre Arpin  | Sans opposition |
| 6                                                        | Gérald Lavallée    | Sans opposition |
| Électeurs : n/a Votants : n/a Taux de participation: n/a |                    |                 |

### Saint-Marc-sur-Richelieu
| Poste/District                                              | Élu                        | Type d'élection |
| ----------------------------------------------------------- | -------------------------- | --------------- |
| 2                                                           | Christiane Kim Cornelissen | Scrutin         |
| 3                                                           | Gaston Angrignon           | Sans opposition |
| 5                                                           | Claude Brochu              | Scrutin         |
| Électeurs : 1 545 Votants : 511 Taux de participation: 33 % |                            |                 |

### Saint-Mathieu
| Poste/District                                                | Élu                     | Type d'élection |
| ------------------------------------------------------------- | ----------------------- | --------------- |
| Maire                                                         | Yves Monette            | Scrutin         |
| 1                                                             | Serge Piché             | Scrutin         |
| 2                                                             | Lise Poissant-Charron   | Scrutin         |
| 3                                                             | Gilbert DeRome          | Scrutin         |
| 4                                                             | Pauline Wilson-Fradette | Scrutin         |
| 5                                                             | Yves Philie             | Scrutin         |
| 6                                                             | Louise Usereau          | Scrutin         |
| Électeurs : 1 453 Votants : 1 077 Taux de participation: 74 % |                         |                 |

### Saint-Paul-d'Abbotsford
| Poste/District                                              | Élu                | Type d'élection |
| ----------------------------------------------------------- | ------------------ | --------------- |
| Maire                                                       | Martial Gousy      | Sans opposition |
| 1                                                           | Robert Gaboriault  | Sans opposition |
| 2                                                           | Fernand Malo       | Sans opposition |
| 3                                                           | Gervais Côté       | Scrutin         |
| 4                                                           | Gérard Ménard      | Sans opposition |
| 5                                                           | Gérald Paquette    | Sans opposition |
| 6                                                           | Suzie Mailloux-Roy | Sans opposition |
| Électeurs : 2 140 Votants : 277 Taux de participation: 13 % |                    |                 |

### Saint-Roch-de-Richelieu
| Poste/District                                              | Élu                    | Type d'élection |
| ----------------------------------------------------------- | ---------------------- | --------------- |
| Maire                                                       | Claude Pothier         | Scrutin         |
| 1                                                           | Marc Deblois           | Sans opposition |
| 2                                                           | Michel Éthier          | Scrutin         |
| 3                                                           | Lyne Vermette-Tessier  | Sans opposition |
| 4                                                           | Louise-Élisabeth Venne | Scrutin         |
| 5                                                           | Dany Poirier           | Scrutin         |
| 6                                                           | Cécile St-Laurent      | Sans opposition |
| Électeurs : 1 516 Votants : 847 Taux de participation: 56 % |                        |                 |

### Saint-Simon
| Poste/District                                           | Élu                  | Type d'élection |
| -------------------------------------------------------- | -------------------- | --------------- |
| 1                                                        | Marie-Claude Roberge | Sans opposition |
| 2                                                        | Bernard Beauchemin   | Sans opposition |
| 3                                                        | Daniel Beauregard    | Sans opposition |
| 4                                                        | Geneviève Laliberté  | Sans opposition |
| 5                                                        | Jean-Louis Lajoie    | Sans opposition |
| 6                                                        | Lise Deslauriers     | Sans opposition |
| Électeurs : n/a Votants : n/a Taux de participation: n/a |                      |                 |

### Saint-Télesphore
| Poste/District                                            | Élu              | Type d'élection |
| --------------------------------------------------------- | ---------------- | --------------- |
| Maire                                                     | Claude Cyr       | Scrutin         |
| 1                                                         | Mariline Leblanc | Sans opposition |
| 2                                                         | Marielle Bourgon | Sans opposition |
| 3                                                         | David McKay      | Sans opposition |
| 4                                                         |                  | Vacant          |
| 5                                                         | Juilio Neri      | Sans opposition |
| 6                                                         | Hubert Gauthier  | Sans opposition |
| Électeurs : 601 Votants : 283 Taux de participation: 47 % |                  |                 |

### Saint-Théodore-d'Acton
| Poste/District                                           | Élu                 | Type d'élection |
| -------------------------------------------------------- | ------------------- | --------------- |
| Maire                                                    | Richard Gauthier    | Sans opposition |
| 1                                                        | Christian Rohifs    | Sans opposition |
| 2                                                        | Yves-Marie Senamaud | Sans opposition |
| 3                                                        | Guy Bond            | Sans opposition |
| 4                                                        | André Desmarais     | Sans opposition |
| 5                                                        | Louise Bernard      | Sans opposition |
| 6                                                        | Roland Martin       | Sans opposition |
| Électeurs : n/a Votants : n/a Taux de participation: n/a |                     |                 |

### Saint-Urbain-Premier
| Poste/District                                            | Élu            | Type d'élection |
| --------------------------------------------------------- | -------------- | --------------- |
| 3                                                         | Michel Hamelin | Sans opposition |
| 4                                                         | Claude Monière | Scrutin         |
| 6                                                         | Florent Marcil | Scrutin         |
| Électeurs : 888 Votants : 432 Taux de participation: 49 % |                |                 |

### Sainte-Anne-de-Sabrevois
| Poste/District                                           | Élu              | Type d'élection |
| -------------------------------------------------------- | ---------------- | --------------- |
| Maire                                                    | Denis Rolland    | Sans opposition |
| 1                                                        | Jacques Brosseau | Sans opposition |
| 2                                                        | Gilles Jetté     | Sans opposition |
| 3                                                        | Daniel Remacle   | Sans opposition |
| 4                                                        | Clément Couture  | Sans opposition |
| 5                                                        | Eddy Yates       | Sans opposition |
| 6                                                        | Michel Lalonde   | Sans opposition |
| Électeurs : n/a Votants : n/a Taux de participation: n/a |                  |                 |

### Sainte-Anne-de-Sorel
| Poste/District                                           | Élu               | Type d'élection |
| -------------------------------------------------------- | ----------------- | --------------- |
| Maire                                                    | Réjane T.-Salvail | Sans opposition |
| 1                                                        | Daniel Métivier   | Sans opposition |
| 2                                                        | Pierre-A. Arnold  | Sans opposition |
| 3                                                        | Richard Péloquin  | Sans opposition |
| 4                                                        | Nancy Lacombe     | Sans opposition |
| 5                                                        | Pierre Lacombe    | Sans opposition |
| 6                                                        | Gilles Marcotte   | Sans opposition |
| Électeurs : n/a Votants : n/a Taux de participation: n/a |                   |                 |

### Sainte-Christine
| Poste/District                                           | Élu             | Type d'élection |
| -------------------------------------------------------- | --------------- | --------------- |
| 2                                                        | Denis Brisebois | Sans opposition |
| 4                                                        | Maurice Duval   | Sans opposition |
| 6                                                        | Gilbert Grenier | Sans opposition |
| Électeurs : n/a Votants : n/a Taux de participation: n/a |                 |                 |

### Sainte-Justine-de-Newton
| Poste/District                                           | Élu                       | Type d'élection |
| -------------------------------------------------------- | ------------------------- | --------------- |
| Maire                                                    | Maurice Lanthier          | Sans opposition |
| 1                                                        | Édouard Lupien            | Sans opposition |
| 2                                                        | Bernard Cnudde            | Sans opposition |
| 3                                                        | Jean-Luc Campeau          | Sans opposition |
| 4                                                        | Jacques Séguin            | Sans opposition |
| 5                                                        | Carol Dubé                | Sans opposition |
| 6                                                        | Thérèse Thauvette-Asselin | Sans opposition |
| Électeurs : n/a Votants : n/a Taux de participation: n/a |                           |                 |

### Sainte-Martine
| Poste/District                                                | Élu              | Type d'élection |
| ------------------------------------------------------------- | ---------------- | --------------- |
| Maire                                                         | François Candau  | Scrutin         |
| 1                                                             | Gaétan Montpetit | Sans opposition |
| 2                                                             | Nathalie Laberge | Sans opposition |
| 3                                                             | Alain Loiselle   | Sans opposition |
| 4                                                             | Gabriel Grégoire | Sans opposition |
| 5                                                             | Alain Gagnon     | Sans opposition |
| 6                                                             | Yves Laberge     | Sans opposition |
| Électeurs : 2 912 Votants : 1 322 Taux de participation: 45 % |                  |                 |

### Sainte-Sabine
| Poste/District                                            | Élu             | Type d'élection |
| --------------------------------------------------------- | --------------- | --------------- |
| 2                                                         | Guy Sévigny     | Sans opposition |
| 4                                                         | Robert Monty    | Scrutin         |
| 6                                                         | Normand Bonneau | Sans opposition |
| Électeurs : 760 Votants : 225 Taux de participation: 30 % |                 |                 |

### Sainte-Victoire-de-Sorel
| Poste/District                                           | Élu                    | Type d'élection |
| -------------------------------------------------------- | ---------------------- | --------------- |
| Maire                                                    | Solange Cournoyer      | Sans opposition |
| 1                                                        | Roberto Caselli        | Sans opposition |
| 2                                                        | Gaétane Dégarie        | Sans opposition |
| 3                                                        | Pierre-Paul Simard     | Sans opposition |
| 4                                                        | Jean-François Villiard | Sans opposition |
| 5                                                        | Pierre Latraverse      | Sans opposition |
| 6                                                        | Marcel Parenteau       | Sans opposition |
| Électeurs : n/a Votants : n/a Taux de participation: n/a |                        |                 |

### Shefford
| Poste/District                                           | Élu              | Type d'élection |
| -------------------------------------------------------- | ---------------- | --------------- |
| 1                                                        | Yves Gosselin    | Sans opposition |
| 2                                                        | André Pontbriand | Sans opposition |
| 5                                                        | Sylvain Arès     | Sans opposition |
| Électeurs : n/a Votants : n/a Taux de participation: n/a |                  |                 |

### Stanbridge East
| Poste/District                                            | Élu           | Type d'élection |
| --------------------------------------------------------- | ------------- | --------------- |
| 1                                                         | Terry Richard | Scrutin         |
| 2                                                         | Judy Antle    | Sans opposition |
| 5                                                         | Michel Giroux | Scrutin         |
| Électeurs : 694 Votants : 335 Taux de participation: 48 % |               |                 |

### Très-Saint-Sacrement
| Poste/District                                           | Élu                | Type d'élection |
| -------------------------------------------------------- | ------------------ | --------------- |
| 2                                                        | François Rochefort | Sans opposition |
| 3                                                        | Mario Robidoux     | Sans opposition |
| 6                                                        | Réal Primeau       | Sans opposition |
| Électeurs : n/a Votants : n/a Taux de participation: n/a |                    |                 |